# Leptotarsus albistigma
Leptotarsus albistigma är en tvåvingeart som först beskrevs av Edwards 1923.  Leptotarsus albistigma ingår i släktet Leptotarsus och familjen storharkrankar. Inga underarter finns listade i Catalogue of Life.